# Gilley (Alt Marne)
Gilley és un municipi francès situat al departament de l'Alt Marne i a la regió del Gran Est. L'any 2007 tenia 75 habitants.

## Demografia

### Població
El 2007 la població de fet de Gilley era de 75 persones. Hi havia 36 famílies de les quals 12 eren unipersonals (4 homes vivint sols i 8 dones vivint soles), 16 parelles sense fills i 8 parelles amb fills.
La població ha evolucionat segons el següent gràfic:
Habitants censats

### Habitatges
El 2007 hi havia 55 habitatges, 35 eren l'habitatge principal de la família, 14 eren segones residències i 6 estaven desocupats. 54 eren cases i 1 era un apartament. Dels 35 habitatges principals, 34 estaven ocupats pels seus propietaris i 1 estava llogat i ocupat pels llogaters; 1 tenia una cambra, 2 en tenien tres, 6 en tenien quatre i 26 en tenien cinc o més. 30 habitatges disposaven pel capbaix d'una plaça de pàrquing. A 19 habitatges hi havia un automòbil i a 12 n'hi havia dos o més.

### Piràmide de població
La piràmide de població per edats i sexe el 2009 era:
| Homes | Edats   | Dones |
| ----- | ------- | ----- |
| 0     | 95 o +  | 4     |
| 0     | 90 a 94 | 0     |
| 0     | 85 a 89 | 4     |
| 0     | 80 a 84 | 0     |
| 0     | 75 a 79 | 0     |
| 0     | 70 a 74 | 0     |
| 8     | 65 a 69 | 4     |
| 4     | 60 a 64 | 8     |
| 0     | 55 a 59 | 4     |
| 0     | 50 a 54 | 0     |
| 0     | 45 a 49 | 4     |
| 0     | 40 a 44 | 0     |
| 0     | 35 a 39 | 0     |
| 8     | 30 a 34 | 0     |
| 0     | 25 a 29 | 4     |
| 0     | 20 a 24 | 0     |
| 0     | 15 a 19 | 0     |
| 0     | 10 a 14 | 0     |
| 0     | 5 a 9   | 0     |
| 0     | 0 a 4   | 8     |

## Economia
El 2007 la població en edat de treballar era de 37 persones, 26 eren actives i 11 eren inactives. De les 26 persones actives 23 estaven ocupades (12 homes i 11 dones) i 3 estaven aturades (2 homes i 1 dona). De les 11 persones inactives 7 estaven jubilades, 1 estava estudiant i 3 estaven classificades com a «altres inactius».
Activitats econòmiques
Dels 2 establiments que hi havia el 2007, 1 era d'una empresa de construcció i 1 d'una empresa de serveis.
L'únic servei als particulars que hi havia el 2009 era una fusteria.
L'any 2000 a Gilley hi havia 4 explotacions agrícoles.

## Poblacions més properes
El següent diagrama mostra les poblacions més properes.